# Daceton armigerum
Daceton armigerum är en myrart som först beskrevs av Pierre André Latreille 1802.  Daceton armigerum ingår i släktet Daceton och familjen myror. Inga underarter finns listade i Catalogue of Life. Arten är spridd i norra Sydamerika och har påvisats i torra områden och översvämmade skogar i Bolivia, Brasilien, Colombia, Ecuador, Franska Guyana, Guyana, Peru, Surinam, Trinidad och Venezuela.
Daceton armigerum är den enda ettermyran, där de vinglösa arbetsmyrorna kan glidflyga och har viss förmåga att manövrera i luften. Glidflygande myror utgör ett unikum då de är de enda kända insekterna som kan glidflyga utan vingar och de är de enda djuren som glidflyger baklänges. De utnyttjar förmågan när de faller ned från en gren och kan då styra så att de landar på trädstammen.

## Bildgalleri

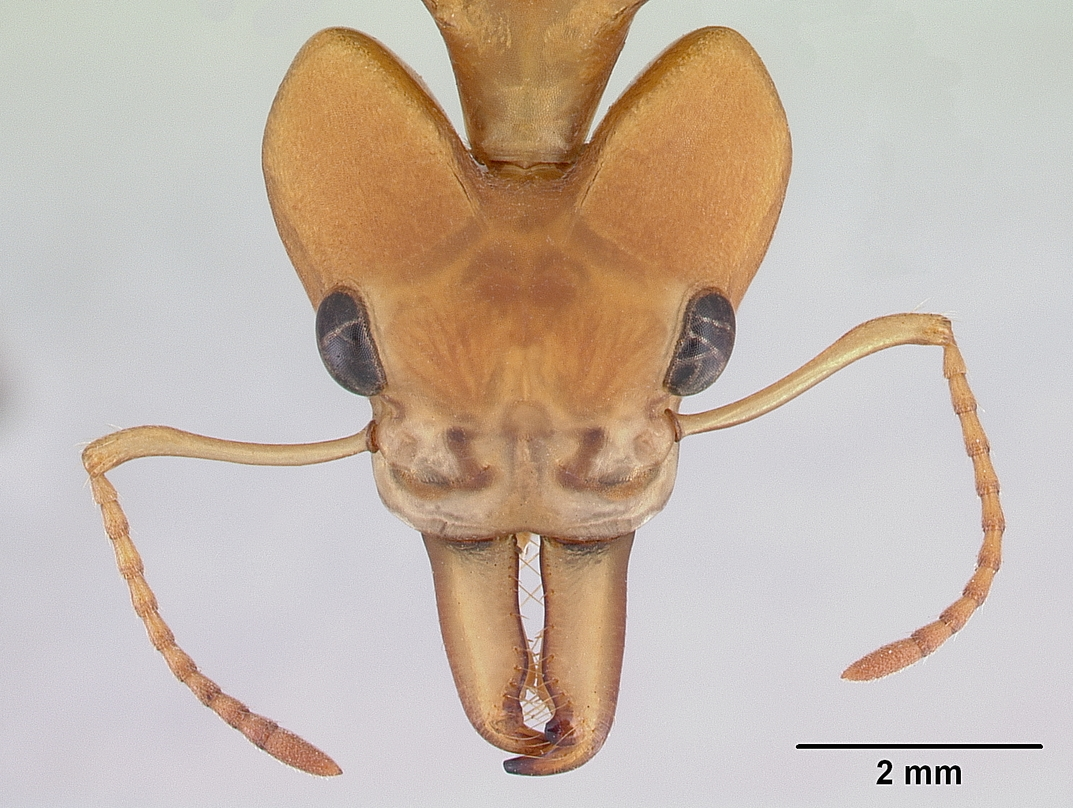
Huvud av Daceton armigerum.
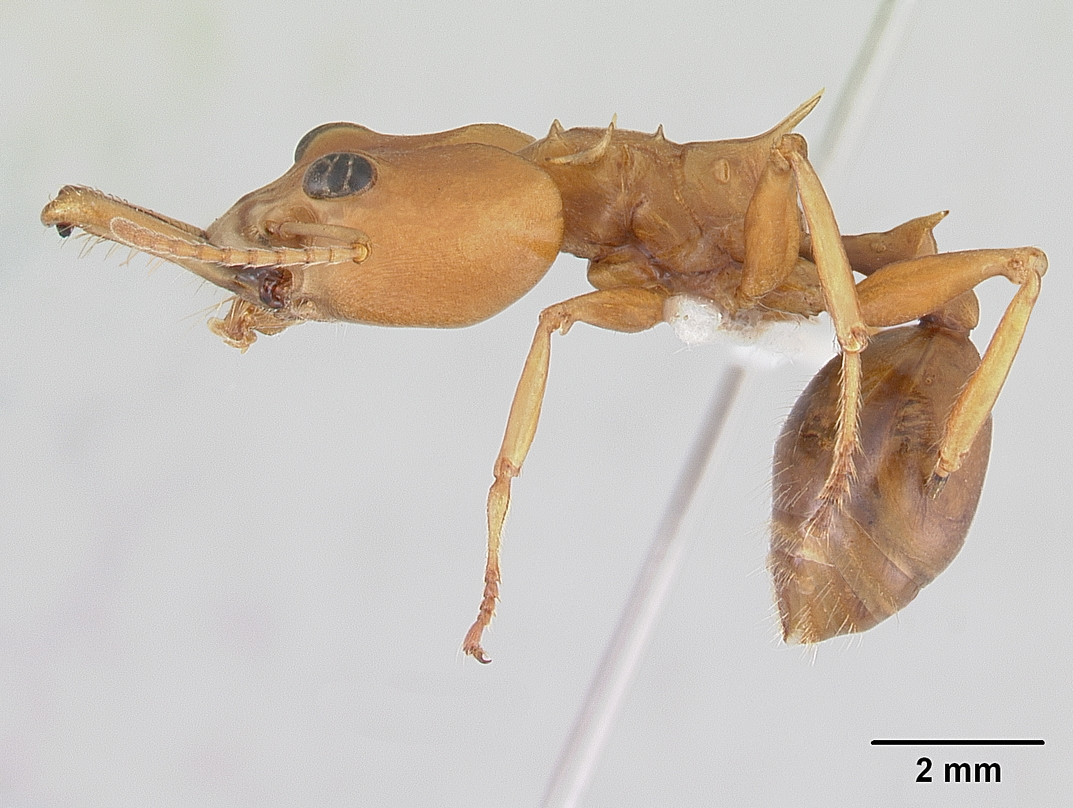
Daceton armigerum.
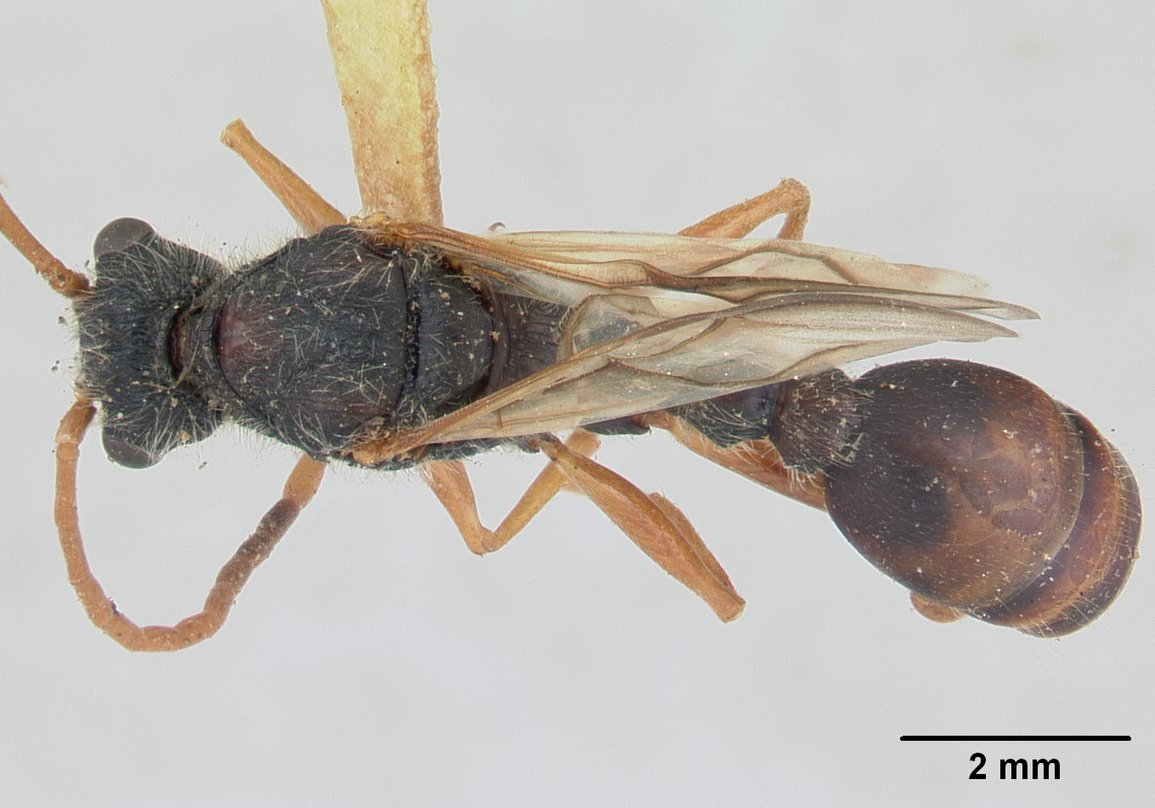
Ryggen på en Daceton armigerum.